# ألبوري نجاي
ألبوري نجاي حاكم دولة جولوف التي تقع على أراضي السنغال الحالية وعرف بجهاده في القرن التاسع عشر.